# 教会のステンドグラス
交響的印象『教会のステンドグラス』（きょうかいのステンドグラス、Vetrate di chiesa）は、オットリーノ・レスピーギが1925年に完成させた4楽章からなる管弦楽曲。

## 概要
1927年、ボストンにて初演された。
この作品はピアノ曲『グレゴリオ聖歌による3つの前奏曲』（1919年）を管弦楽編曲し、さらに終曲として第4楽章を加えたもの。交響詩『ローマの松（1924年）』と交響詩『ローマの祭（1928年）』の間に位置する。
- 演奏時間：約27分

## 楽器編成
木管楽器
- フルート3（第3フルートはピッコロ持替え）
- オーボエ2
- イングリッシュホルン1
- 変ロ調とイ調のクラリネット2
- 変ロ調とイ調のバスクラリネット1
- ファゴット2
- コントラファゴット1

金管楽器
- ヘ調とホ調のホルン4
- 舞台裏のニ調のトランペット1
- 変ロ調のトランペット3
- トロンボーン3
- チューバ1

打楽器
- ティンパニ
- シンバル
- 銅鑼3（大・中・小）
- 大太鼓
- 鉄琴

その他
- ハープ
- チェレスタ
- ピアノ
- オルガン

弦楽器
- 第1ヴァイオリン
- 第2ヴァイオリン
- ヴィオラ
- チェロ
- コントラバス

## 構成
- I. エジプトへの逃避 (La fuga in Egitto)
  - 5/4拍子。ヘロデ王の迫害からイエス親子が逃避する場面（ただし表題は編曲時につけられた）。物憂げな旋律が分厚いオーケストラの中で高調する。
- II. 大天使ミカエル (San Michele Arcangelo)
  - 天使とサタンの激しい戦闘を描く、万華鏡とも言うべき絢爛な大迫力の楽章。レスピーギの卓越した管弦楽技法が最大限に発揮されている。
  - 低音部の力強い旋律は特に有名。最大音量で全管弦楽が鳴り渡ったあと、ドラの一撃がサタンの転落を表す。
  - 吹奏楽コンクールで定番曲化したことから、この大音量の楽章が特に有名になった（後述）。
- III. 聖クララの朝の祈り (Il Mattutino di Santa Chiara)
  - 5/4拍子。静かで繊細な音楽。イエスが病床で悲しんでいたクララに奇跡を起こし、教会へ出ることが出来たという物語をこの楽章に当てている。
- IV. 偉大なる聖グレゴリウス (San Gregorio Magno)
  - 管弦楽で追加された作品ということで、管弦楽独自の効果が強調されている。
  - 3音が様々な楽器に次々と渡されていく。コラール風旋律、オルガンのソロを経て高潮し、全管弦楽によるグローリアの絶叫を表現し、壮麗に結ぶ。
  - 4楽章中、やや長め。

## その他
この曲は、作曲から半世紀の間、日本での知名度は極めて低かったが、その後、吹奏楽編曲版（作曲者自身による吹奏楽版は存在せず、他者の編曲家による）が吹奏楽のレパートリーとして定着した。これによって原曲の知名度が上がったと指摘する者もいる。
ヨーロッパでは放送交響楽団が放送用によく取り上げる曲目である。